# Emma Zöllner

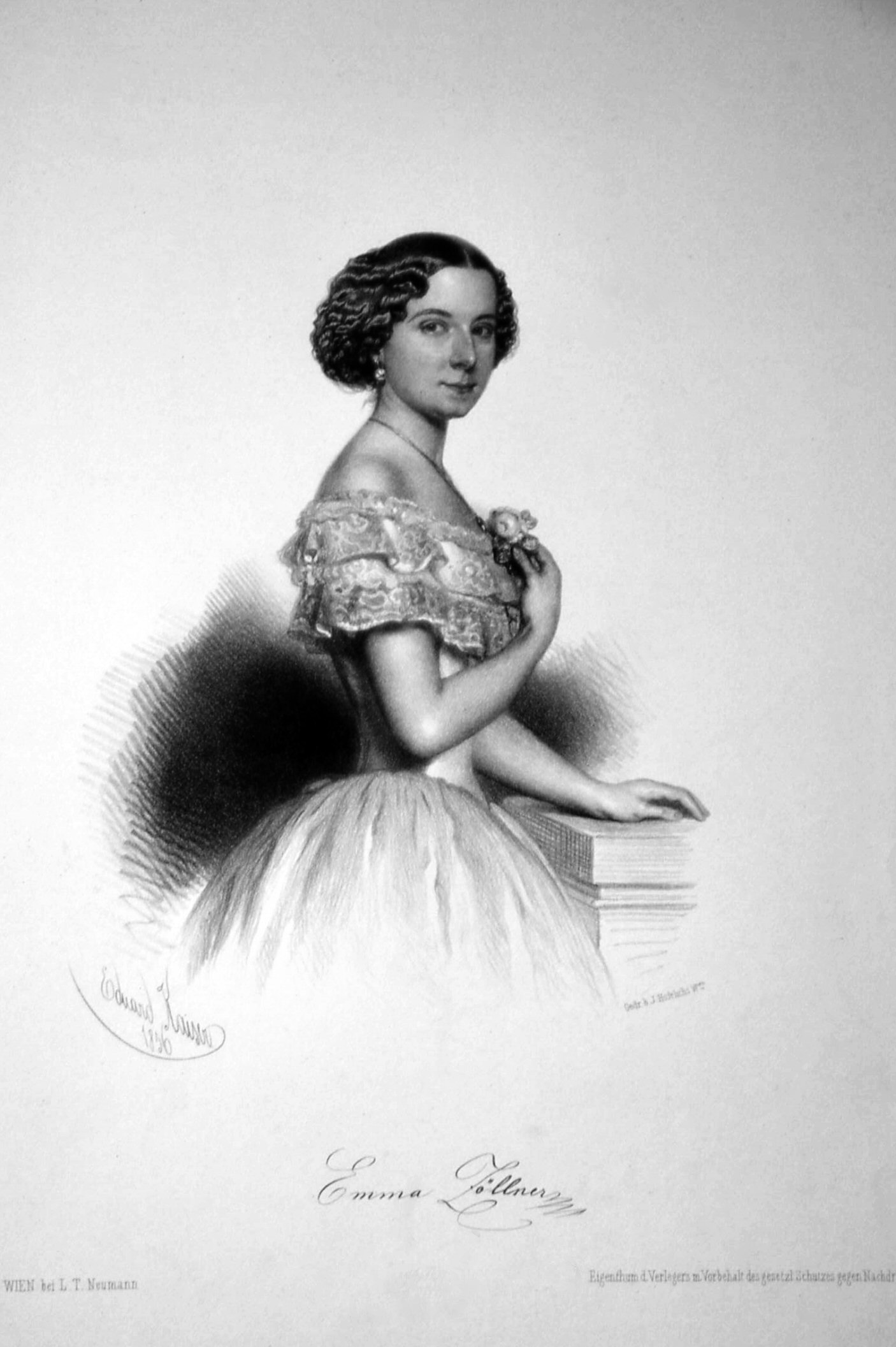
Emma Zöllner, Lithographie von Eduard Kaiser, 1856.

Emma Zöllner (* 30. November 1827 in Budapest; † 11. November 1910 in Wien) war eine österreichische Lokalsängerin und Soubrette.

## Leben
Emma Zöllner war ein Mitglied der weitverzweigten Theaterfamilie Zöllner, jüngste Tochter von Philipp Zöllner (* 7. September 1785 in Pest; † nach 1852 in Wien) und Schwester der in Nestroy-Stücken bekannt gewordenen Schauspielerin Elise Zöllner. Ihre weiteren Geschwister waren die Sängerinnen und Schauspielerinnen Katharina, Marie, Christine und Josephine, sowie die ebenfalls als Schauspieler tätigen Brüder Ferdinand und Friedrich; der Name des einen Bruders, der Arzt wurde, ist nicht überliefert.
Sie spielte in ihrer ersten Bühnenzeit auf verschiedenen Provinzbühnen, wie Linz oder Lemberg. In Wien war sie seit 1862 viele Jahre lang eine vom Publikum gefeierte Soubrette im Carl- und Treumann-Theater. Dann heiratete sie den Privatier Alexander Biedermann und zog sich von der Bühne zurück. 1875 trat Emma noch einmal in der Komischen Oper am Ring auf, allerdings nur für kurze Zeit. Ab 1876 wurde sie Lehrerin in dramatischer Ausbildung für junge Schauspielerinnen. Ihr Gatte starb 1877, sie lebte sodann als Witwe in Wien bis zu ihrem Tod.
Eine ihrer bekanntesten Rollen war die der Zilli in dem Charakterbild Die Frau Wirthin (1856) von Friedrich Kaiser. Mit dem Komiker Alois Grois stellte sie in einigen Stücken das damals beliebte Kontrastpaar „Alter Mann – Junge Frau“ dar, unter anderem in der Posse Die schwarze Frau (1851; als Barnabas Haberstroh und dessen Mündel Nanette) von Karl Meisl, im Einakter Der gutmüthige Teufel (1851; als Bauer und Bäuerin), sowie in der Posse Kampl (1853, als Bernhard Brunner und dessen Pflegetochter Netti), beide Stücke von Johann Nestroy. In einem frühen Stück dieses Dichters, nämlich dem Konfusen Zauberer (1832) soll sie bereits als „Flatterhaftigkeit“ aufgetreten sein, allerdings liegt hier offenbar eine Verwechslung mit ihrer Schwester Elise vor. Da damals auf den Theaterzetteln lediglich der Familienname mit der Angabe Frl. oder Dlle. (Dem.) stand, ist ein späterer Irrtum in der Zuordnung der beiden Schwestern gar nicht selten vorgekommen.
Sie wurde in zeitgenössischen Berichten als liebenswürdig und anmutig beschrieben. In einem Polizeiakt ist über sie jedoch der Vermerk Wüstling zu finden. Derartige abwertende Angaben waren damals nicht selten, vor allem bei Theaterleuten; in einem Polizeibericht von 1854 über Nestroys Ex-Gattin Wilhelmine Nespiesni ist zu lesen: „Nestroy ist seit 29 Jahren von seiner moralisch tief gesunkenen Gattin gerichtlich geschieden […]“